# Jakub Stolarczyk
Jakub Stolarczyk (Kielce, 19 dicembre 2000) è un calciatore polacco, portiere del Leicester City.

## Carriera

### Club
È cresciuto nel settore giovanile del Leicester City. Il 31 gennaio 2022 è passato in prestito al Dunfermline ed e due settimane più tardi ha debuttato nel calcio professionistico nell'incontro di Scottish Championship perso 2-1 contro il Kilmarnock. Il 15 agosto seguente è andato in prestito al Fleetwood Town, ma dopo soli sei mesi a causa dello scarso impiego è stato dirottato con la stessa formula all'Hartlepool Utd.
Rientrato a Leicester a fine stagione, ha debuttato con le Foxees il 9 agosto nell'incontro di EFL Cup vinto 2-0 contro il Burton Albion.

### Nazionale
Ha giocato nelle nazionali giovanili polacche Under-18, Under-19 ed Under-20.

## Statistiche

### Presenze e reti nei club
Statistiche aggiornate al 16 gennaio 2025.
| Stagione              | Squadra               | Campionato            | Campionato | Campionato | Coppe nazionali | Coppe nazionali | Coppe nazionali | Coppe continentali | Coppe continentali | Coppe continentali | Altre coppe | Altre coppe | Altre coppe | Totale | Totale | Totale |
| Stagione              | Squadra               | Comp                  | Pres       | Reti       | Comp            | Pres            | Reti            | Comp               | Pres               | Reti               | Comp        | Pres        | Reti        | Pres   | Reti   |        |
| --------------------- | --------------------- | --------------------- | ---------- | ---------- | --------------- | --------------- | --------------- | ------------------ | ------------------ | ------------------ | ----------- | ----------- | ----------- | ------ | ------ | ------ |
| gen.-giu. 2022        | Dunfermline           | 1D                    | 11+2       | -13 + -1   | CS+CdL          | 0               | 0               | -                  | -                  | -                  | -           | -           | -           | 13     | -14    |        |
| 2022-gen. 2023        | Fleetwood Town        | FL1                   | 0          | 0          | FACup+CdL       | 2+1             | -2 + -1         | -                  | -                  | -                  | FLT         | 3           | -4          | 6      | -7     |        |
| gen.-giu. 2023        | Hartlepool Utd        | FL2                   | 17         | -25        | FACup+CdL       | 0               | 0               | -                  | -                  | -                  | FLT         | 0           | 0           | 17     | -25    |        |
| 2023-2024             | Leicester City        | FLC                   | 2          | 0          | FACup+CdL       | 4+3             | -6 + -3         | -                  | -                  | -                  | -           | -           | -           | 9      | -9     |        |
| 2024-2025             | Leicester City        | PL                    | 5          | -11        | FACup+CdL       | 1+0             | -2 + 0          | -                  | -                  | -                  | -           | -           | -           | 6      | -13    |        |
| Totale Leicester City | Totale Leicester City | Totale Leicester City | 7          | -11        |                 | 8               | -11             |                    | -                  | -                  |             | -           | -           | 15     | -22    |        |
| Totale carriera       | Totale carriera       | Totale carriera       | 37         | -50        |                 | 11              | -14             |                    | -                  | -                  |             | 3           | -4          | 51     | -68    |        |

## Palmarès

### Club

#### Competizioni nazionali
- Campionato inglese di seconda divisione: 1

Leicester City: 2023-2024